# Variables ambientales
Las variables ambientales han sido agrupadas en las áreas temáticas hidrología, calidad del agua, suelos, geodinámica, biota y aspectos socioeconómicos. El propósito de la evaluación ambiental es determinar los efectos de las actividades propuestas sobre dichas variables y cómo dichos efectos pueden transmitirse a otras variables a través de las interacciones existentes entre ellas.

## Hidrología
El término hidrología comprende el conjunto de procesos asociados al ciclo del agua. Dada la importancia de este ciclo en la definición de la dinámica ambiental de la cuenca, su consideración 
detallada es vital a los fines de identificar y caracterizar un conjunto importante de impactos ambientales generados por iniciativas integradas en proyectos de manejo integrado de cuencas.

### Régimen de flujo
El régimen de flujo describe las características físicas del flujo de un cuerpo de agua (río, arroyo, lago) en las diferentes épocas del año: nivele caudales, duración, máximos, mínimos y promedios,ppP]rvleccl]

### Régimen de crecidas o avenidas
Caso particular del régimen de flujo que describe únicamente las características referentes a los períodos de crecida o aguas altas: crecidas pico, caudales y niveles máximos, duración, frecuencia, distribución estacional, volumen, remansos, áreas inundables, etc.

### Nivel freático
Nivel de las aguas subterráneas - en acuíferos no confinados - en diferentes puntos de la cuenca. El nivel freático es un indicador utilizado para determinar la disponibilidad de agua subterránea con fines de aprovechamiento. Asimismo, el nivel freático afecta los niveles de crecida y, dependiendo del uso de la tierra, sus variaciones pueden ser beneficiosas o perjudiciales.

### Zonas de recarga de acuíferos
Zonas que por sus características son principales recargadores del nivel freático como, por ejemplo, los humedales en la zona alta de la cuenca, que se constituyen en zonas de recarga permanente, o las zonas bajas de las cuencas de los ríos, donde la transmisividad efectiva vertical es alta.

## Calidad del agua
El término calidad del agua es relativo, referido a la composición del agua en la medida en que esta es afectada por la concentración de sustancias producidas por procesos naturales y actividades humanas. Como tal, es un término neutral que no puede ser clasificado como bueno o malo, sin hacer referencia al uso para el cual el agua es destinada. De acuerdo con lo anterior, tanto los criterios como los estándares y objetivos de calidad de agua variarán dependiendo de sí se trata de agua para consumo humano, para uso agrícola o industrial, para recreación, para mantener la calidad ambiental, etc. Para efectos de estos lineamientos se consideran las variables que se enumeran a continuación.

### Concentración de sólidos
El término concentración de sólidos se refiere a la proporción de sólidos - minerales - en suspensión en un determinado cuerpo de agua. El tratamiento para potabilizarla requiere infraestructura y, eventualmente, altos costos de operación. El tamaño de las partículas así como sus características químicas y físicas determinan el tipo de impacto y las posibles formas de tratamiento. Una concentración de sólidos muy alta en el agua produce también colores y sabores desagradables. La principal causa para un aumento en la concentración de sólidos en suspensión es generalmente el incremento de la erosión generado por actividades humanas.

### Sustancias tóxicas
Bajo esta denominación se incluyen un conjunto de sustancias tales como desechos industriales, metales pesados y agroquímicas cuyo consumo puede generar reacciones de toxicidad - leves o severas - en la población humana y animal asentada en la cuenca. Las fuentes de sustancias tóxicas son las actividades industrial, minera y agrícola.

### Compuestos orgánicos, nutrientes y patógenos
La presencia en altas concentraciones de compuestos orgánicos tales como heces, sangre y restos de animales (provenientes de mataderos y otras plantas beneficiadoras de animales), generan alta demanda biológica de oxígeno (DBO) y los nutrientes, como fósforo y nitrógeno, pueden conducir a la eutroficación de los cuerpos de agua. Por otra parte, la presencia de organismos patógenos, tales como coliformes fecales y otras formas bacterianas y virales constituyen la fuente de transmisión de enfermedades tales como el cólera, hepatitis y diferentes tipos de enteritis.

## Suelos
Los suelos constituyen el cuerpo natural, soporte de la vegetación y de numerosas formas de vida animal, a través del cual se completa parte de la fase terrestre del ciclo hidrológico. Asimismo, son  el recurso natural y la base espacial a partir de la cual se realiza una gran variedad de desarrollos y actividades humanas, por ejemplo la agricultura, la minería y desarrollos urbanísticos y viales.
La importancia de ambas funciones justifica la atención prestada a los suelos durante el proceso de diseño del proyecto y al momento de analizar los potenciales impactos ambientales del mismo.

### Propiedades del suelo
El suelo es un sistema dinámico conformado por cuatro componentes básicos, materia mineral, materia orgánica (que incluye materia orgánica en diferentes grados de descomposición y microorganismos), agua y gases en proporciones tales que permitan el desarrollo de las plantas superiores
Los suelos difieren entre sí por sus propiedades físicas, químicas y biológicas. Las propiedades físicas más importantes son su textura, densidad aparente y estructura. Las propiedades físicas del suelo definen la capacidad de infiltración y almacenamiento de agua y contribuyen a definir su erodabilidad y capacidad de uso.
Las propiedades químicas más importantes son la capacidad de intercambio catiónico, el grado de acidez o alcalinidad y la concentración de sales en el perfil. Las propiedades químicas de los suelos están, sobre todo, asociadas con su capacidad de uso con fines agrícolas.
Por último, las propiedades biológicas están asociadas a la presencia de materia orgánica y de formas de vida animal, tales como microorganismos, lombrices e insectos. Contribuyen a definir su capacidad de uso y su erodabilidad.
Los cambios en estas propiedades generados por cualquier intervención del proyecto pueden ocasionar impactos negativos in situ o aguas abajo del sitio de intervención. Así por ejemplo, el uso intensivo de maquinaria agrícola puede conducir a la pérdida de estructura de los suelos (por compactación) y, consecuentemente, a la reducción de su capacidad de infiltración. Esto, a su vez, puede contribuir a incrementar la escorrentía superficial y originar procesos erosivos lineales (cárcavas, zanjas o fosos).

### Contaminación del suelo
Se refiere a la presencia de restos de sustancias químicas provenientes de actividades antrópicas como, por ejemplo, agroquímicos y/o desechos.

### Capacidad de uso del suelo
El término "capacidad de uso del suelo" se refiere al potencial de un suelo como recurso para desarrollar diferentes cultivos y formas de agricultura. Para su determinación se toman en consideración y se relacionan las propiedades de los suelos, las características topográficas del terreno, el clima, los requerimientos del cultivo y uno o varios niveles tecnológicos de referencia.
Los proyectos de manejo integrado de cuencas pueden introducir cambios en la capacidad de uso de los suelos, por ejemplo, mediante la introducción de prácticas de conservación de los mismos, la construcción de obras para el control de inundaciones o el mejoramiento de las condiciones de drenaje. Por otro lado, iniciativas como la ejecución de desarrollos urbanos en áreas de alto potencial agrícola, o de desarrollos agrícolas en zonas de vocación forestal contribuirán a disminuir el potencial de estos recursos.

### Sedimentación
El transporte y deposición de sedimentos es un proceso natural que puede ser modificado - acelerado o desacelerado - por efecto de intervenciones humanas. Este proceso está determinado por factores geológicos, hidrológicos y socioeconómicos. Entre los primeros, predominan el tipo de formación y las condiciones estructurales en el sitio de origen de los sedimentos; en cuanto a los segundos, predominan las características de las lluvias, el régimen de escorrentía, la conformación de la red de drenaje y la geometría del cauce. En cuanto a los aspectos socioeconómicos, destacan las decisiones e iniciativas en materia de uso de la tierra y de los recursos por parte de diversos actores sociales en la cuenca.
Los impactos del transporte y deposición de sedimentos son variados. Entre ellos se destacan la destrucción de obras de infraestructura, daños a cosechas e inundaciones. Dependiendo de las características químicas de los sedimentos, estos procesos podrían contribuir al enriquecimiento de los suelos en las áreas donde se hacen las deposiciones.

### Relieve, topografía y paisaje
El término relieve se refiere a la configuración fisiográfica de una cuenca o de sectores dentro de ella. La topografía representa las irregularidades del terreno. En algunos casos, se usa la expresión micro-relieve para referirse a las características topográficas de una zona. Por último,  paisaje es el término utilizado para referirse a la síntesis de elementos que definen la configuración externa de un espacio geográfico: el relieve, la topografía, la vegetación, cuerpos de agua, presencia de especies animales y las manifestaciones de la actividad humana.
Estas características naturales pueden ser afectadas por los proyectos de manejo integrado de cuencas. En efecto, las obras de control de torrentes e inundaciones pueden alterar definitivamente la configuración topográfica de un lugar y, por ende, las características del paisaje. Por ejemplo, los diques longitudinales para el control de inundaciones modifican la topografía del lugar y las visuales originales del área; cascadas y rápidos pueden desaparecer por efecto de las obras de control de torrentes. Monumentos arqueológicos o naturales pueden quedar definitivamente sumergidos por efecto de la construcción de presas para almacenamiento de agua.

## Geodinámica

### Erosión superficial
La pérdida de suelos es la consecuencia de procesos erosivos. Estos pueden ser de carácter natural o acelerado por causas externas, entre las cuales se destaca la acción antrópica (proceso de degradación del relieve y subsuelo debido a acción humana). La erosión de los suelos es una función de la erosividad de la lluvia, o la velocidad y dirección de los vientos, la erodabilidad de los suelos, la longitud y gradiente de la pendiente, el grado y tipo de cobertura vegetal y el tipo y nivel de intensidad de intervención sobre los suelos.
La actividad agrícola y la construcción de infraestructuras viales en zonas de fuerte pendiente, unidas a lluvias de alta erosividad y suelos erodables, son dos de las causas más frecuentes de erosión acelerada por acción antrópica.

### Inestabilidad de laderas
Es el proceso por el cual las laderas naturales o los taludes construidos por actividades antrópicas pierden estabilidad y se deslizan a través de una superficie de ruptura, afectando las construcciones que se encuentran sobre ellas o a sus pies. Los deslizamientos de laderas, caso estén estas próximas a los ríos, pueden causar represamientos, que al ser transborados por la masa de agua, puede causar inundaciones aguas abajo.

### Morfología del cauce y patrón de drenaje
La densidad, forma y orientación del patrón de drenaje, así como las pendientes, configuración y dimensiones de los cauces son factores determinantes del régimen de flujo, tasas de erosión y sedimentación. Así, por ejemplo, cuencas pequeñas de pendientes fuertes producen flujos rápidos por cauces oco sinuosos. En el otro extremo, en cuencas extensas con pendientes suaves se producen flujos lentos a través de cauces sinuosos. Un cambio en la pendiente del cauce puede inducir erosión o sedimentación aguas arriba o abajo de la estructura que ocasiona el cambio. Dependiendo de la magnitud del cambio producido, impactos significativos pueden ser generados a varios kilómetros aguas arriba o abajo del sitio donde se produce el cambio.

### Fallas activas
El análisis de los rasgos tectónicos permite definir o determinar las fallas y las situaciones de riesgo sísmico que caracterizan las zonas de interés.

## Biota
La consideración de los aspectos relativos a la biota es de particular importancia en el diseño de los proyectos de manejo integrado de cuencas. La desaparición de bosques naturales lleva aparejada una disminución de la biodiversidad que no solo afecta las áreas intervenidas sino también recursos y valores de zonas insospechadamente remotas. En este sentido, es importante recordar que muchas especies de aves migran estacionalmente desde y hacia lugares remotos. La desaparición de algunas de sus áreas de recepción contribuirá a su vez a la extinción de la especie y, consecuentemente, a la generación de desbalances ecológicos en ambas áreas.

### Especies vegetales y animales
El conocimiento de la composición de la flora y la fauna existentes en las áreas no intervenidas de la cuenca debe ser uno de los focos de atención de los proyecto de manejo integrado de cuencas. Asimismo, debe serlo la forma como las tendencias actuales en materia de uso de la tierra afectan dichas características.
Los proyectos de manejo integrado de cuencas pueden tener efectos contrapuestos, dependiendo de las iniciativas contempladas en los mismos. Así por ejemplo, el éxito en el mejoramiento de los rendimientos agrícolas resultantes de un programa de conservación de suelos pudiera generar tendencias a la expansión de las fronteras agrícolas, si adicionalmente no se toman las medidas para la preservación de las áreas no intervenidas aledañas a los sitios o áreas de intervención. 
Asimismo, el mejoramiento de la infraestructura de servicios en parques naturales pudiera tener un efecto final perjudicial, si no se toman las medidas educativas y de control para evitar impactos negativos.

### Especies raras, endémicas o en peligro de extinción
La existencia de especies raras, endémicas o en peligro de extinción es un aspecto de importancia fundamental. En el caso de especies animales es importante conocer su comportamiento y patrones migratorios. Esta información permitirá tener una idea más precisa del impacto de las acciones y medidas contenidas en el proyecto sobre dichas especies.

### Migración animal
El término "migración animal” se refiere a los patrones temporales y espaciales de movilización de determinadas especies animales. Estos patrones constituyen estrategias dirigidas a asegurar la reproducción de la especie y su existencia misma.
Las obras del proyecto pueden interferir el paso a las rutas migratorias de los animales y peces, o eliminar espacios de reposo para las aves. La consideración de esas rutas migratorias es una condición para la preservación de esas especies.

### Biodiversidad
El término biodiversidad o diversidad biológica alude a la variabilidad de organismos vivientes y hábitats, así como a los complejos ecológicos de los cuales forman parte. El término biodiversidad incluye la diversidad al interior de las especies, entre especies y de ecosistemas. 
Los proyectos pueden afectar la biodiversidad de diversas maneras; bien protegiéndola a través de la creación de áreas protegidas, o disminuyéndola al introducir unas pocas especies de alta productividad que desplazarán a las especies autóctonas. Igual consideración merece la fauna, cuya existencia puede entrar en contradicción con el desarrollo de algunas actividades humanas.

## Variables socioeconómicas
Los proyectos de manejo integrado de cuencas tienen como objetivo el mejoramiento de las condiciones de vida de los beneficiarios directos e indirectos de los mismos. En este sentido, la evaluación de impactos ambientales debe incluir también, la consideración de algunas variables socioeconómicas fundamentales, como las que a continuación se mencionan.

### Estructura y tamaño poblacional
El término "estructura poblacional" se refiere a la distribución de la población por edad y género, niveles de ingreso y tipos de ocupación. El término “tamaño poblacional” alude al número de habitantes en una determinada localidad, región o país. Ambas variables pueden sufrir modificaciones importantes por efecto de la ejecución de un proyecto de manejo integrado de cuencas. Particularmente, la generación de oportunidades de empleo de inversión en determinados sectores de la cuenca puede ocasionar incrementos de población económicamente activa. Eventualmente, este fenómeno podría conducir a un avance indeseado de las fronteras agrícolas en las áreas del proyecto.

### Niveles de ingreso y empleo
Ambas variables son ampliamente analizadas a través de la evaluación de la factibilidad financiera y socioeconómica de los proyectos. En principio, los proyectos de manejo integrado de cuencas deberían contribuir a aumentar o, al menos, mantener los niveles de ingreso y empleo del país

### Migración
El término migración se refiere a los desplazamientos de población humana desde y hacia la cuenca. La migración puede considerarse favorable o no según las condiciones socioeconómicas y físico-bióticas de la zona. Las características étnicas y religiosas del grupo migratorio también influyen en el juicio que se haga sobre estos movimientos de población. Los movimientos migratorios afectan la estructura y tamaño de la población en un sector determinado.

### Reasentamientos de población
En ocasiones las acciones directas de los proyectos requieren el reasentamiento de personas. Cuando esto sucede deben tomarse en cuenta las provisiones necesarias para proporcionar áreas adecuadas para los reasentamientos, así como las medidas tendentes a promover oportunidades de empleo o inversión para la población reasentada. El reasentamiento de población es una medida muy delicada cuya implementación debe ser cuidadosamente diseñada al objeto de evitar el empeoramiento de las condiciones de vida de la población reasentada o la degradación de la calidad ambiental en las áreas seleccionadas para el reasentamiento de la población.

### Cambios de uso del suelo
1. Es el proceso por medio del cual por presiones debidas a diversos factores se produce un cambio en las actividades humanas en una determinada área.
2. Conjunto total de disposiciones, actividades y aportes de que es objeto determinado tipo de cubierta terrestre (conjunto de acciones humanas).
3. Fines sociales y económicos a que responde la gestión de las tierras (por ejemplo, pastoreo, extracción de madera, conservación).

### Rol de la mujer
El rol de la mujer es un aspecto cuya consideración es clave en todo proyecto de desarrollo y, por supuesto, también en los proyectos de manejo integrado de cuencas. Diversas razones justifican una particular atención a este aspecto. En primer lugar, está la necesidad de ampliar la base social para la distribución de beneficios, de manera que estos últimos incluyan en justa proporción a la mujer y demás miembros del grupo familiar. En segundo lugar, está la conveniencia y necesidad de movilizar la mayor cantidad de recursos disponibles en la cuenca y, en este sentido, la mujer ha venido desempeñando un rol clave como productor y jefe de familia hasta ahora no reconocido plenamente en la práctica.
En este último sentido, vale la pena mencionar la creciente importancia de la participación de la mujer en la generación de bienes y servicios dirigidos al grupo familiar. La consideración de este aspecto en el diseño del proyecto, contribuirá a reconocer y potenciar su aporte al desarrollo y, en consecuencia, a reconsiderar los esquemas de distribución de beneficios del proyecto.

### Efectos regionales
El término "efectos regionales" se usa para referirse a los impactos de un proyecto de manejo integrado de cuencas a nivel de la región donde la cuenca está localizada. Los efectos regionales del proyecto deben ser identificados y analizados. Así por ejemplo, la protección de ciertas áreas urbanas o agrícolas puede estimular la inversión en esas zonas, o afectar los mercados locales por sobreproducción.

### Participación de los pobladores
La participación de los beneficiarios es determinante en el éxito o fracaso de los proyectos de manejo integrado de cuencas. La ausencia de participación se traduce en una lenta tasa de adopción de las prácticas recomendadas por el proyecto o en la incomprensión y falta de entusiasmo de los beneficiarios en las ejecuciones del mismo.
Las necesarias consultas con los potenciales beneficiarios o interesados (stakeholders) durante la fase de preparación del proyecto y el adecuado diseño de su participación en la ejecución de importantes componentes del mismo - como la conservación de suelos - son aspectos a los que debe prestarse debida atención.

### Salud pública
Se deben considerar los siguientes aspectos tanto para la población local, los pobladores migratorios temporales y los reasentamientos:
- Agua y alcantarillado. Adecuado control sobre el agua de consumo humano y los residuos líquidos y sólidos.
- Habitación. Tipo y condición de la viviendas.
- Servicios de salud. Tipos de servicios y calidad de los mismos.
- Nutrición. Estado nutricional de la población.
- Riesgos de enfermedades endémicas o infecciosas (especialmente en el caso de reasentamiento de población).
- Otros riesgos debidos a contanimantes o accidentes por falta de estructuras o maquinarias.

La construcción de determinadas infraestructuras como, por ejemplo, carreteras de penetración en áreas poco pobladas, puede afectar grupos poblacionales autóctonos, desprotegidos frente a determinados tipos de enfermedades.

### Áreas urbanas e infraestructura
Las áreas urbanas e infraestructura pueden ser afectadas por las acciones directas e indirectas de un proyecto. Por ej. las áreas vecinas a grandes metrópolis pueden estar sujetas a presiones urbanizadoras, llevando a ocupar con infraestructura urbana tierras aptas para la agricultura. La protección contra las inundaciones protegerá la infraestructura. Las acciones de manejo de suelos reducen los sedimentos protegiendo los embalses de la sedimentación. El control de sedimentos aguas arriba puede causar erosión aguas abajo dañando infraestructura como tomas de agua y puentes, altera en el medio ambiente provocando un fuerte impacto visual y de alteración de las condiciones naturales del terreno, así como importantes niveles de contaminación:
- Lumica
- Acústica
- Atmosférica

### Tenencia de la tierra
El régimen de tenencia de la tierra afecta y puede ser afectado por el proyecto. En general, cuando la tenencia de la tierra es irregular los beneficiarios tienden a desechar la adopción de tecnologías técnicamente complejas y costosas o cuyos beneficios sean logrados en largo plazo. Por otro lado, algunas acciones contempladas en proyectos de manejo integrado de cuencas, tales como la creación de áreas protegidas pueden ocasionar conflictos sociales.